# Júlio Caetano Horta Barbosa

Horta Barbosa em reunião com Getúlio Vargas, em 1938.

Júlio Caetano Horta Barbosa (Rio de Janeiro, 8 de maio de 1881 — Rio de Janeiro, 1 de outubro de 1965) foi um militar e sertanista brasileiro.
Seguiu a carreira militar, tendo sentado praça em 1897, quando participou da Guerra de Canudos, onde ficou ferido aos 15 anos de idade. Cursou a Escola Militar da Praia Vermelha, no Rio de Janeiro, onde se formou em Engenharia. Bacharelou-se em Matemática e Ciências Físicas, foi sertanista e indigenista da equipe do Marechal Cândido Rondon, ajudando Rondon na pacificação dos nambiquaras e na direção da Linha Telegráfica do Mato Grosso. Exerceu vários comandos como oficial general e foi oficial de Estado-Maior. Foi o primeiro presidente do Conselho Nacional do Petróleo, entre 1938 a 1943. Reforçou em seus estudos suas convicções positivistas.
Trabalhou com Cândido Rondon a partir de 1906, na construção de linhas telegráficas entre os estados do Mato Grosso e do Amazonas.
Combateu o Movimento Constitucionalista de 1932, assumiu a chefia do setor de engenharia das tropas da frente sul de combate. Foi promovido a general em 1933 e exerceu a presidência do Clube Militar entre julho de 1936 e janeiro de 1937, onde se envolveu no debate sobre a existência ou não de petróleo no subsolo brasileiro.
O general Horta Barbosa notabilizou-se como um defensor do monopólio estatal do petróleo. Ironicamente partiu dele a ordem de prisão contra Monteiro Lobato. Monteiro Lobato era um dos principais entusiastas da exploração do petróleo no Brasil, tendo constituído várias empresas em busca do petróleo. Entretanto durante o período que Horta Barbosa ocupou a presidência do Conselho Nacional do Petróleo manteve um padrão bem rígido de fiscalização das empresas que faziam a exploração petrolífera e atribui-se a rigidez na fiscalização para com uma das empresas de Montero Lobato levou o escritor a publicar "O escândalo do petróleo e do ferro", no qual Horta Barbosa é retratado como um pessoa a favor das grandes petroleiras estrangeiras Embora toda a polêmica causada pela desavença com Monteiro Lobato tenha desgastado a imagem de Horta Barbosa, um dos seus últimos atos na presidência do Conselho Nacional do Petróleo foi indeferir pedido da Standard Oil para entrar em todos os setores da indústria petrolífera no Brasil.
Em fins de 1937 Horta Barbosa era o diretor da divisão de engenharia do Exército e enviou ao chefe do Estado-Maior do Exército General Góis Monteiro um relatório que demonstrava a vulnerabilidade do Brasil no setor energético. Em janeiro de 1938 propôs o monopólio estatal de petróleo dentro do "plano nacionalista de reorganização econômica" do Estado Novo (memorando datilografado com a assinatura do General Góis Monteiro ao Secretário Geral de Segurança Nacional, General João Pinto - Rio, 7 de janeiro de 1938) 
Em abril de 1938 passou a presidir o Conselho Nacional do Petróleo - CNP, cargo que em 1939 passou a acumular com a vice-presidência do Conselho Nacional de Proteção aos Índios, presidido por Rondon. O general desejava instituir uma legislação sobre o assunto antes que o Brasil descobrisse petróleo, atitude que se tornou ainda mais forte após viagem feita em 1939 para a Argentina e o Uruguai. Nessa viagem Horta Barbosa conheceu o responsável pela implantação da indústria petrolífera na Argentina e a quantidade de obstáculos que os uruguaios tiveram de enfrentar para estebelecer a primeira refinaria de petróleo do país. Um projeto de lei foi elaborado secretamente pela Câmara de Produção, Consumo e Transporte do CFCE mas Vargas hesitou e o Decreto-lei 395 foi publicado apenas em 1º de Maio de 1938. O ministro do Exterior, Osvaldo Aranha, não sabia da medida, e só tomou conhecimento do decreto ao ser interpelado sobre a nova "medida restritiva" pelos embaixadores norte-americano (Jefferson Caffery - ocupou o cargo de 1937 a 1944) e britânico.
Em janeiro de 1943 participou da fundação da Sociedade Amigos da América, que apresentava como programa a defesa da democracia e o alinhamento da política externa do Brasil aos Estados Unidos da América e ao bloco dos Aliados na Segunda Guerra Mundial.
Comandou a 2ª Região Militar, em São Paulo, entre 4 de novembro de 1943 e 17 de março de 1945.
Em 1947 passou a proferir conferências no Clube Militar, e notabilizou-se pelas polêmicas que travou com os defensores da participação do capital estrangeiro na exploração das reservas petrolíferas brasileiras, dentre eles o General Juarez Távora. Afirmava ser totalmente impossível conciliar, em um país subdesenvolvido, o controle nacional sobre a exploração do petróleo e a participação de grandes empresas petrolíferas internacionais num mercado oligopolista, à época dominado pelas Sete irmãs. Foi nomeado junto do ex-Presidente Artur Bernardes presidente-de-honra do Centro de Estudos e Defesa do Petróleo e da Economia Nacional (CEDPEN), organização responsável por coordenar nacionalmente a Campanha do Petróleo, cujo bordão, O petróleo é nosso tornou-se famoso.
Em maio de 1950 foi eleito vice-presidente do Clube Militar na chapa do general Estillac Leal. Assumiu a presidência do clube e, já como presidente, se declarou contrário à intervenção dos Estados Unidos na Coreia. Horta Barbosa sempre participou da luta dos setores nacionalistas que permitiram a criação, em 1953, da Petrobras. Foi promovido a Marechal em 15 de outubro de 1958.